# The Call of the Canyon
The Call of the Canyon è un film muto del 1923 diretto da Victor Fleming. La sceneggiatura si basa sul romanzo The Call of the Canyon pubblicato da Zane Grey nel 1923.
Considerato a lungo perduto, il film è stato ritrovato dall'archivio cinematografico russo Gosfilmofond e consegnato alla Biblioteca del Congresso degli Stati Uniti nel 2010.

## Trama
Glenn Kilbourne, veterano di guerra, si reca all'Ovest per un periodo di convalescenza durante il quale viene curato da una ragazza del posto, Flo Hunter. Carley, la fidanzata di Glenn, lascia New York per stare con lui ma, ben presto, decide di ritornare indietro. Glenn, allora, dopo che Flo è rimasta gravemente ferita in un incidente, le propone di sposarlo. Il giorno del matrimonio, arriva anche Carley e ben presto è chiaro che Glenn è ancora innamorato di lei. Così Flo rinuncia a lui, accettando la corte di Lee Stanton, e i due ex fidanzati sono nuovamente riuniti.

## Produzione
Il film fu prodotto dalla Famous Players-Lasky Corporation

## Distribuzione
Il copyright del film, richiesto dalla Famous Players-Lasky Corp., fu registrato il 25 dicembre 1923 con il numero LP19767.
Distribuito dalla Paramount Pictures e presentato da Jesse L. Lasky, uscì nelle sale cinematografiche USA il 16 dicembre 1923.
Copia della pellicola che è stata ritrovata, si trova negli archivi russi del Gosfilmofond; digitalizzata, una stampa è stata donata all'archivio della Library of Congress nell'ottobre 2010.